# Schizella woodleyi
Schizella woodleyi är en tvåvingeart som beskrevs av Kerr 2004. Schizella woodleyi ingår i släktet Schizella och familjen snäppflugor.
Artens utbredningsområde är Filippinerna. Inga underarter finns listade i Catalogue of Life.